# Trabuco

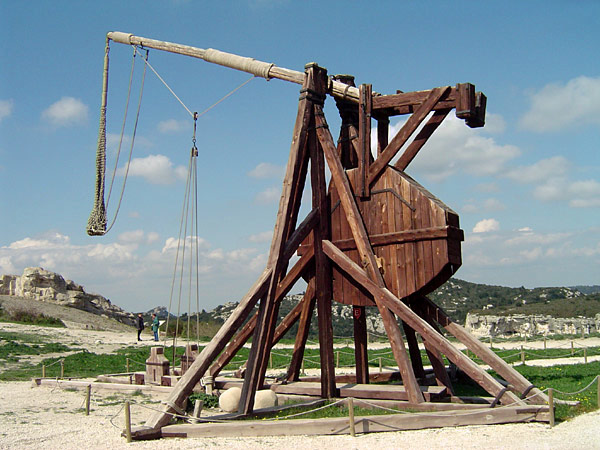
Réplica de um trabuco em Château des Baux, França.

Animação do princípio de funcionamento de um trabuco.

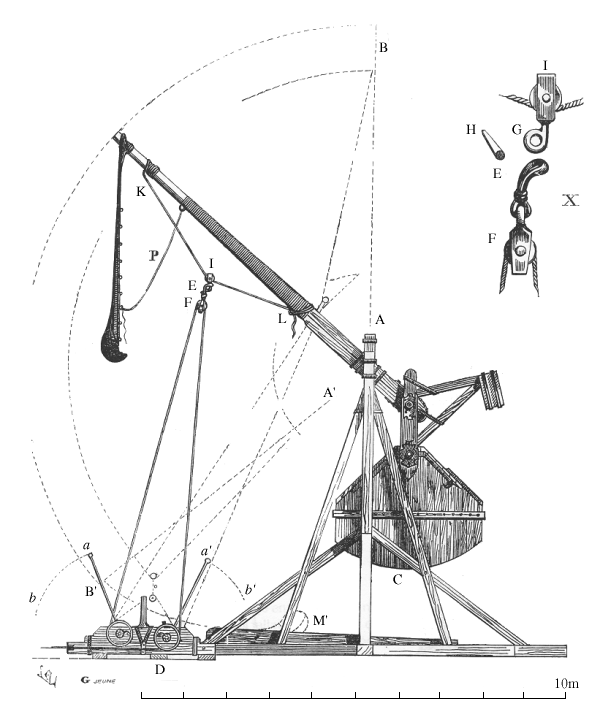
Visão lateral.

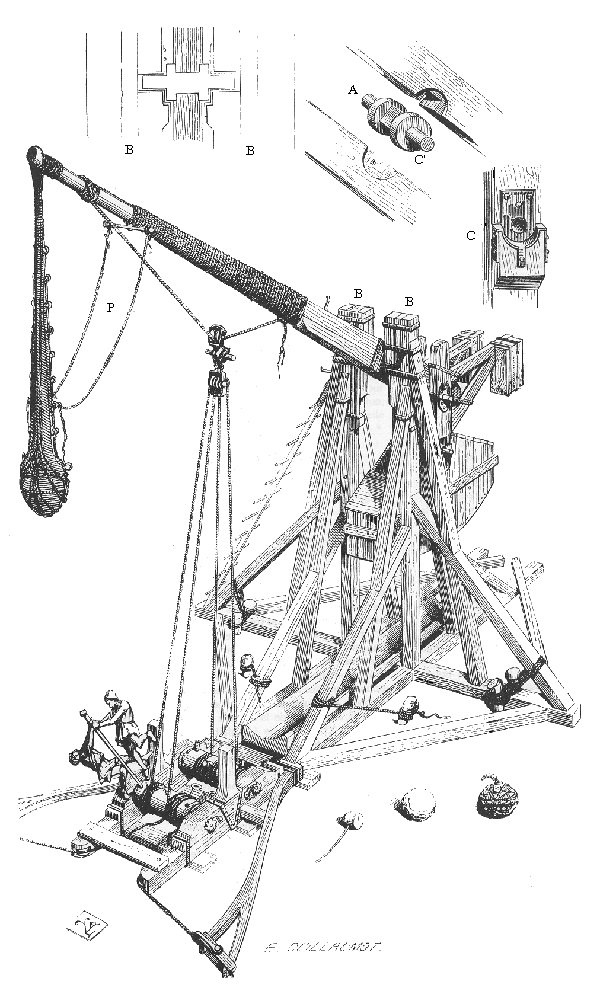
Desenho de três quartos, trabuco medieval.

Trabuco (em francês: trébuchet) é uma arma de cerco empregada na Idade Média com a finalidade de esmagar os muros de alvenaria ou para atirar projéteis por cima deles, similar à catapulta. É chamado às vezes de trabuco de contrapeso, para se distinguir de outra arma, o trabuco de tração, criado antes do trabuco de contrapeso. No Brasil, é também uma forma popular de se referir a revólveres ou espingardas de grosso calibre e, geralmente, de fabricação antiga (como o bacamarte).
O trabuco de contrapeso apareceu em países cristãos e muçulmanos ao redor do Mediterrâneo. Ele podia lançar 140 quilos de projéteis a altas velocidades em fortificações inimigas a até 800 metros de distância e eram relativamente precisos. Já houve relatos de que corpos infectados por doenças foram lançados numa tentativa de infectar o povo sob ataque, uma guerra biológica adaptada à idade média. Os trabucos foram inventados na China, aproximadamente em 400 a.C., tendo sido levado até a Europa em 600 d.C., e não foi abandonada até o surgimento da pólvora.

## Princípios básicos do funcionamento
O mecanismo do trabuco consiste em transformar a energia potencial (neste caso energia potencial gravitacional) em energia cinética. Seu mecanismo deriva da funda. Nem toda a energia potencial irá se transformar em energia cinética: uma parte se dissipa em forma de atrito. A massa do contrapeso é diretamente proporcional à velocidade do projétil, pois quão mais massivo o contrapeso, com mais força o projétil será lançado. Cálculos físicos de diferença de potencial, energias potencial gravitacional e cinética estão diretamente ligadas ao funcionamento dessa arma, que, devido a isso, é muito usada por professores para explicar tais princípios físicos.

## História

### Origens
A invenção do trabuco deriva da antiga funda. Uma variação dessa funda continha uma pequena peça de madeira para estender a arma e para fornecer uma melhor alavanca. Esta foi evoluindo, graças aos chineses, para o trabuco de tração, o que implicava que um certo número de pessoas puxasse a cordas presa ao braço curto de uma alavanca que tinha uma funda sobre o braço longo.
Esse é o menor tipo de trabuco, com uma extensão menor, mas é mais portátil, sendo transportado com mais facilidade, e ainda tem um intervalo de tempo menor entre os lançamentos (jogando mais projéteis em menos tempo). O menor trabuco de tração pode ser executado por uma só pessoa, sendo ele "alimentado" pelo peso e pela pessoa, que puxa uma única corda. Porém, a maioria dos trabucos era concebida em maior tamanho e precisavam de 15 a 45 homens para manuseá-los, ou seja, dois homens por corda. Os homens que operavam a arma eram cidadãos locais ajudando no ataque, ou na defesa de sua cidade.

### Os primeiros trabucos e onde estavam envolvidos
O primeiro registro claro de um trabuco de contrapeso provém de um estudioso islâmico, Mardi Al-Tarsusi, que escreveu: Trabucos são máquinas inventadas por demônios incrédulos. Isso sugere que pelo tempo de Saladino, os muçulmanos já estavam familiarizados com o contrapeso, mas não se acredita que eles o inventaram.
Al-Tarsusi não diz especificadamente que os "Demônios Incrédulos" são europeus cristãos, mas Saladino, de fato, participou ativamente contra cruzadas durante grande parte de sua carreira, bem como o manuscrito é anterior a armas chinesas ou mongóis.
Os trabucos, como algumas pessoas diziam (e dizem), são lançadores de bolas destruidoras. Demoravam cerca de doze dias para que ficassem prontas dependendo de quão grande seria a sua estrutura.
Os trabucos de contrapeso não aparecem em registos históricos chineses até 1268, quando os mongóis estabeleceram um ataque aos fancheng e xiangyang. Qiang Shen, um chinês comandante da dinastia Jurchen Jin (1115 — 1234) pode ter inventado um trabuco de contrapeso independentemente. O exército mongol, embora tenha derrotado os defensores há muito tempo, não podiam capturar as cidades chinesas. Então dois engenheiros persas foram trazidos e construíram trabucos de contrapeso, que logo reduziram as cidades a escombros, forçando-os a ir embora. Os chineses a chamam de "huihui", que significa muçulmano. Os trabucos de tração tinham um alcance compreendido entres cem e duzentos pés quando o peso era de 250 libras.
O trabuco de tração apareceu depois no Império Bizantino, tendo sido citado nos relatos do imperador Maurício (r. 582–602), o Estratégico, e em "Milagres de São Demétrio", por João I, arcebispo da Tessalônica, que descreve trabucos de tração na artilharia dos ávaro-eslavos:
| “ | Penduradas na parte de trás dessas peças de madeira, se encontravam fundas, e na parte da frente, cordas firmes, que eram puxadas para baixo, soltando a funda. Elas impulsionavam as pedras para o alto, acompanhadas de um grande estrondo. | ” |

Alcance e tamanhos variados eram construídos. Em 1421, o futuro Carlos VII da França encomendou um trabuco (coyllar), que podia atirar oitocentos quilos, enquanto que em 1188, a Ashyun, rochas de até 1500 quilos foram utilizados. O peso médio de projéteis era provavelmente de cerca de 50-100 quilos, lançados a uma média de trezentos metros. Durante um ataque a Lisboa (1147), dois trabucos foram capazes de lançar uma pedra a cada quinze segundos. Cadáveres humanos também poderiam ser usados em determinadas ocasiões: em 1422, o príncipe Korybut, por exemplo, no cerco de Karlštejn, homens e estrume foram jogados para dentro dos muros da cidade, aparentemente, infecções se propagaram entre os defensores. Os maiores trabucos precisam de quantidades excepcionais de madeira: no ataque de Damieta, em 1249, Luís IX da França foi capaz de construir o acampamento de sua cruzada toda com apenas 24 trabucos capturados dos egípcios.

### Rumo ao ocidente
A catapulta de contrapeso alcançou o oriente médio através do Império Bizantino e dos persas. Chegou a conhecer alguns países nórdicos através do norte da Alemanha. Há alguma dúvida quanto ao exato período o qual a trabuco de tração ou o conhecimento dela chegou até a Escandinávia. Os viquingues conheceram-na numa fase muito precoce, como o monge Abbo de St.Germain citou em seus relatórios, no épico ataque de Paris, onde máquinas de guerra foram utilizadas. Outra fonte refere que o povo nórdico utilizou máquinas de guerra no cerco de Angers, mais cedo, em 873. Os trabucos de contrapeso foram utilizados na Itália pela primeira vez no final do século XII e foram introduzidos na Inglaterra em 1216. No ataque de Acre, em 1191, Ricardo Coração de Leão montou dois trabucos, que ele mesmo nomeou "God’s Own Catapult" ("Catapulta do próprio Deus") e "Bad Neighbor" ("Mau Vizinho"). Durante um ataque ao Castelo de Stirling, em 1304, Edward Longshanks ordenou aos seus engenheiros para que construíssem um trabuco gigantesco para o exército inglês, chamado "Warwolf" (Lobo de Guerra).

### O "fim" dos trabucos
Com o surgimento da pólvora, o trabuco perdeu seu lugar como a "melhor escolha" para o canhão. Trabucos foram utilizados tanto no ataque de Burgos (1475 — 1476) e o ataque de Rodes (1480). A última utilização militar foi registada por Hernán Cortés, em 1521, no ataque à capital asteca, Tenochtitlán. O motivo do uso do trabuco foi a falta de pólvora. Em 1779, as forças britânicas defenderam o estreito de Gibraltar. Considerando que os seus canhões seriam insuficientes para os seus fins, construíram um trabuco, não se sabe se a tentativa foi bem sucedida: Os espanhóis, atacantes, foram posteriormente derrotados.

## Trabucos na atualidade
Trabucos são utilizados hoje como forma de diversão e também para a explicação de princípios básicos da mecânica, havendo, por exemplo, campeonatos de arremesso de abóbora e minitrabucos, que ajudam professores a explicar mecânica. Atualmente, não passa de uma peça no museu que ajudou no decorrer de séculos em diversas batalhas e, consequentemente, no desenrolar de processos históricos importantes.